# Jatropha cinerea
Espèce
Classification APG II (2003)
Jatropha cinerea est une espèce de plantes à fleurs de la famille des Euphorbiaceae, originaire du Sud-Ouest des États-Unis.